# 阮廷珀
阮廷珀（1954年10月6日—），一译阮庭魄。興安省人，越南政治人物，第十一屆越南共產黨中央委員會委員。

## 生平
1954年10月6日出生於越南興安省。2005年12月21日擔任興安省省委書記。2010年，改任越南共产党中央检查委员会副主任。2013年2月，出任越共太原省省委書記。

## 外部連結
- Nguyễn Đình Phách - BAOMOI.COM （页面存档备份，存于）